# Table vibrante
La table vibrante est une installation industrielle, posée ou suspendue, qui permet la réalisation de divers processus industriels. Elle a notamment pour fonction le tamisage, la répartition, ou encore le compactage (poudres) et le tassage de produits (alimentaires ou industriels).
Une table vibrante est composée de un ou plusieurs vibrateurs pouvant donner une vibration verticale ou multidirectionnelle. Elle ne doit toutefois pas être confondue avec un transporteur vibrant qui, lui, est composé d'un vibrateur (électrique, électromagnétique, pneumatique ou hydraulique) et d'une auge à qui est transmise la vibration.

## Grille dedécochage
En fonderie, l’opération de démoulage qui consiste à décocher la pièce coulée, c’est-à-dire séparer la pièce du sable qui l’entoure, s’effectue sur une table composée d’une grille pour l’évacuation du sable. Grille montée sur amortisseurs pneumatiques ou silentbloc dont un vibrateur industriel donne des oscillations retransmises à la pièce à décocher :
- grille horizontale : table vibrante dont la pièce à traiter reste au centre, le sable s’évacue par le dessous ;
- grille inclinée : la pièce est déposée en début de grille, les vibrations font avancer la pièce qui est évacuée au côté opposé, dans le sens de la pente, le sable s’évacue sous la table.